# 1905 في الولايات المتحدة
فيما يلي قوائم الأحداث التي وقعت خلال عام 1905 في الولايات المتحدة.

## سياسة

### تعيين في المنصب
- 1 يناير – فرانك وايلاند هيغينز حاكم نيويورك [الإنجليزية]‏.
- 9 يناير – ألبرت ادوارد ميد حاكم واشنطن [الإنجليزية]‏.
- 9 يناير – ادوارد واليس هوتش حاكم كانساس [الإنجليزية]‏.
- 10 يناير – ألفا آدامز Governor of Colorado [الإنجليزية]‏.
- 17 يناير – إدوارد كاسبر ستوكس حاكم نيو جيرسي [الإنجليزية]‏.
- 4 مارس – جون ويكس عضو مجلس النواب الأمريكي.
- 18 مارس – كينيسو ماونتين لانديس United States District Court for the Northern District of Illinois [الإنجليزية]‏.
- 1 يوليو – تشارلز بونابرت الأمين العام.
- 19 يوليو – إليهو روت وزير الخارجية الأمريكي.

### انتهاء فترة المنصب
- 1 يناير – كارتر هاريسون عمدة شيكاغو [الإنجليزية]‏.
- 2 يناير – هيبر مانينغ ويلز حاكم يوتا  [لغات أخرى]‏.
- 4 مارس – تشارلز فيربانكس عضو مجلس الشيوخ الأمريكي.
- 5 مارس – روبرت واين مدير مكتب البريد العام في الولايات المتحدة [الإنجليزية]‏.
- 17 مارس – ألفا آدامز Governor of Colorado [الإنجليزية]‏.
- 1 يوليو – جون هاي وزير الخارجية الأمريكي.

## ظهور
- 1 يناير – الأميرة الصغيرة رواية من تأليف فرانسيس هودسون برنيت.
- 1 يناير – كولا آرسي

## كتب
من الكتب التي صدرت هذه السنة في الولايات المتحدة:
- 1 يناير – الأميرة الصغيرة من تأليف فرانسيس هودسون برنيت.
- 1 يناير – بيت الفرح من تأليف إديث وارتون.
- 26 فبراير – الأدغال من تأليف أبتون سنكلير.

## مواليد

### يناير
- 3 يناير – آنا ماي وونغ
- 4 يناير – ستيرلينغ هولواي ممثل أمريكي.
- 10 يناير – بيلي بيترولي ملاكم من الولايات المتحدة الأمريكية.
- 12 يناير – تيكس ريتر
- 14 يناير – إميلي هان كاتب أمريكي.
- 18 يناير – تشيك تشاندلر ممثل أمريكي.
- 23 يناير – ديفيد نيويل ممثل من الولايات المتحدة الأمريكية.
- 31 يناير – جون أوهارا صحفي أمريكي.

### فبراير
- 1 فبراير – دوريس لي رسامة من الولايات المتحدة الأمريكية.
- 4 فبراير – إدي فوي جونيور ممثل أمريكي.
- 10 فبراير – جون ديركس ممثل أمريكي.
- 12 فبراير – هاري بيلافر ممثل أمريكي.
- 14 فبراير – ثيلما ريتر
- 15 فبراير – هارولد آرلين
- 23 فبراير – ديريك هنري ليهمر رياضياتي أمريكي.

### مارس
- 2 مارس – هوارد جارنز مهندس معماري من الولايات المتحدة الأمريكية.
- 26 مارس – وليام كاغني
- 31 مارس – جيرالد بيرسون فيزيائي أمريكي.

### أبريل
- 9 أبريل – جيمس ويليام فولبرايت سياسي أمريكي.
- 18 أبريل – جورج هتشنغز
- 24 أبريل – روبرت بن وارن

### مايو
- 11 مايو – كاثرين باور ورستر مهندسة معمارية أمريكية.
- 15 مايو – جوزيف كوتين
- 16 مايو – إزادور تارلوف طبيب من الولايات المتحدة الأمريكية.
- 16 مايو – هنري فوندا ممثل أمريكي.
- 17 مايو – جون باتريك
- 20 مايو – جون إيمري ممثل أمريكي.

### يونيو
- 7 يونيو – جيمس جي برادوك ملاكم من الولايات المتحدة الأمريكية.
- 12 يونيو – آرثر شيروود فليمنغ سياسي من الولايات المتحدة الأمريكية.
- 14 يونيو – آرثر دايفس
- 30 يونيو – جون فان رين لاعب كرة مضرب من الولايات المتحدة.

### يوليو
- 2 يوليو – روبرت إدوارد غروس
- 10 يوليو – توماس جوميز ممثل أمريكي.
- 12 يوليو – وليام ماكفاي نحات أمريكي.
- 21 يوليو – ديفيد كينيدي دبلوماسي أمريكي.
- 29 يوليو – كلارا بوو ممثلة أمريكية.
- 31 يوليو – روبرت أ. جرانت سياسي أمريكي.

### أغسطس
- 1 أغسطس – هيلين سوير هوغ
- 3 أغسطس – ماغي كوهن
- 31 أغسطس – روبرت باشر

### سبتمبر
- 3 سبتمبر – كارل ديفيد أندرسون
- 8 سبتمبر – توماس كيث غلانن
- 18 سبتمبر – إدي روتشستر أندرسون
- 19 سبتمبر – ليون جاوورسكي سياسي أمريكي.
- 21 سبتمبر – جورج ايفان هاول سياسي أمريكي.

### أكتوبر
- 5 أكتوبر – جون هويت
- 6 أكتوبر – هيلين ويلز لاعبة كرة مضرب أمريكية.
- 7 أكتوبر – أندي ديفين
- 11 أكتوبر – فريد ترامب
- 22 أكتوبر – كارل جانسكي عالم فلك أمريكي.
- 24 أكتوبر – كونراد فيرنون مورتون عالم نبات أمريكي.
- 31 أكتوبر – هاري هارلو عالم نفس أمريكي.

### نوفمبر
- 3 نوفمبر – موشي كالاهان ملاكم من الولايات المتحدة الأمريكية.
- 4 نوفمبر – ناني دوس
- 5 نوفمبر – فيرنون والاس طومسون سياسي أمريكي.
- 19 نوفمبر – إليانور أودلي ممثلة أمريكية.

### ديسمبر
- 1 ديسمبر – كلارنس زينر فيزيائي أمريكي.
- 8 ديسمبر – فرانك فايلن
- 9 ديسمبر – دالتون ترامبو
- 11 ديسمبر – باري لورنتز
- 19 ديسمبر – نورمان فون
- 20 ديسمبر – ألبيرت ديكر سياسي أمريكي.
- 24 ديسمبر – هاوارد هيوز
- 24 ديسمبر – هيندريك وايد بود

## وفيات

### يناير
- 1 يناير – آرثر بيري (مواليد 1830) عالم اقتصاد أمريكي.

### فبراير
- 7 فبراير – توماس آدامز (مواليد 1818)
- 15 فبراير – لو والاس (مواليد 1827) لويس والاس ويعرف أيضا باسم لو والاس (1827 – 1905) جندي ومحامي ودبلوماسي أمريكي وكاتب قصص تاريخية مثل بن هور.

### أبريل
- 8 أبريل – سارة إليزابيث غود (مواليد 1855)

### يوليو
- 1 يوليو – جون هاي (مواليد 1838)

### أغسطس
- 21 أغسطس – ماري مابز دودج (مواليد 1831)

### سبتمبر
- 22 سبتمبر – جون مارشال هاميلتون (مواليد 1847) سياسي أمريكي.
- 22 سبتمبر – هنري هوارد (مواليد 1826) سياسي أمريكي.